# Кетрін Скіннер
Кетрін Скіннер (англ. Catherine Skinner, нар. 11 лютого 1990, Маншфілд, Австралія) — австралійська спортсменка, стрілець, олімпійська чемпіонка 2016 року.

## Виступи на Олімпіадах
| Олімпіада           | Дисципліна | Місце |
| ------------------- | ---------- | ----- |
| Ріо-де-Жанейро 2016 | трап       | 1     |
| Париж 2024          | трап       | 17    |

## Зовнішні посилання
- Кетрін Скіннер — олімпійська статистика на сайті Sports-Reference.com (англ.) (архівна версія)